# Top 100 Public Intellectuals Poll
 (janvier 2025).
 (janvier 2025).
La mise en forme du texte ne suit pas les recommandations de Wikipédia : il faut le « wikifier ».
Les points d'amélioration suivants sont les cas les plus fréquents. Le détail des points à revoir est peut-être précisé sur la page de discussion.
- Les titres sont pré-formatés par le logiciel. Ils ne sont ni en capitales, ni en gras.
- Le texte ne doit pas être écrit en capitales (les noms de famille non plus), ni en gras, ni en italique, ni en « petit »…
- Le gras n'est utilisé que pour surligner le titre de l'article dans l'introduction, une seule fois.
- L'italique est rarement utilisé : mots en langue étrangère, titres d'œuvres, noms de bateaux, etc.
- Les citations ne sont pas en italique mais en corps de texte normal. Elles sont entourées par des guillemets français : « et ».
- Les listes à puces sont à éviter, des paragraphes rédigés étant largement préférés. Les tableaux sont à réserver à la présentation de données structurées (résultats, etc.).
- Les appels de note de bas de page (petits chiffres en exposant, introduits par l'outil «  Source ») sont à placer entre la fin de phrase et le point final[comme ça].
- Les liens internes (vers d'autres articles de Wikipédia) sont à choisir avec parcimonie. Créez des liens vers des articles approfondissant le sujet. Les termes génériques sans rapport avec le sujet sont à éviter, ainsi que les répétitions de liens vers un même terme.
- Les liens externes sont à placer uniquement dans une section « Liens externes », à la fin de l'article. Ces liens sont à choisir avec parcimonie suivant les règles définies. Si un lien sert de source à l'article, son insertion dans le texte est à faire par les notes de bas de page.
- La présentation des références doit suivre les conventions bibliographiques. Il est recommandé d'utiliser les modèles {{Ouvrage}}, {{Chapitre}}, {{Article}}, {{Lien web}} et/ou {{Bibliographie}}. Le mode d'édition visuel peut mettre en forme automatiquement les références.
- Insérer une infobox (cadre d'informations à droite) n'est pas obligatoire pour parachever la mise en page.

Pour une aide détaillée, merci de consulter Aide:Wikification.
Si vous pensez que ces points ont été résolus, vous pouvez retirer ce bandeau et améliorer la mise en forme d'un autre article.
 (mars 2024).
Le Top 100 Public Intellectuals Poll est un classement des intellectuels qui fut établi en novembre 2005 et en juin 2008 par Prospect et Foreign Policy sur la base des votes de leurs lecteurs. Actuellement il est publié annuellement.
L'objectif est de déterminer les 100 intellectuels les plus importants, parmi ceux toujours en vie et actifs dans la vie publique.

## La liste 2024
La dernière mise à jour au 2024 souligne l’importance croissante des intellectuels engagés dans les problématiques contemporaines, comme le changement climatique, l’intelligence artificielle et les droits humains. L'inclusion de profils variés démontre une volonté d'élargir la définition de l'intellectuel pour inclure des contributeurs au-delà des sphères académiques traditionnelles.
Toutefois, en 2024, Prospect a modifié son approche en publiant une liste de 25 penseurs intitulée "The World’s Top Thinkers 2024: ideas for a world on the brink", plutôt qu'un classement de 100 noms. 
1. Daron Acemoglu – Économiste renommé, lauréat du prix Nobel d'économie en 2024 pour ses travaux sur l'impact des systèmes politiques sur la croissance économique.
2. Greta Thunberg – Militante écologiste suédoise, figure emblématique de la lutte contre le changement climatique.
3. Yuval Noah Harari – Historien et auteur israélien, connu pour ses ouvrages sur l'histoire de l'humanité et les défis futurs.
4. Malala Yousafzai – Militante pakistanaise pour l'éducation des filles et lauréate du prix Nobel de la paix.
5. Paul Krugman – Économiste américain, chroniqueur et lauréat du prix Nobel d'économie.
6. Margaret Atwood – Auteure canadienne, célèbre pour ses œuvres de fiction spéculative.
7. Elon Musk – Entrepreneur et innovateur dans les domaines de la technologie et de l'espace.
8. Ngozi Okonjo-Iweala – Économiste nigériane, directrice générale de l'Organisation mondiale du commerce.
9. Timothy Snyder – Historien américain spécialisé dans l'histoire de l'Europe centrale et orientale.
10. Jane Goodall – Primatologue britannique, reconnue pour ses recherches sur les chimpanzés.
11. Thomas Piketty – Économiste français, auteur de travaux sur les inégalités économiques.
12. Ai Weiwei – Artiste et activiste chinois, connu pour son engagement en faveur des droits de l'homme.
13. Esther Duflo – Économiste française, lauréate du prix Nobel d'économie pour ses travaux sur la pauvreté.
14. Steven Pinker – Psychologue cognitif et auteur canadien-américain, connu pour ses travaux sur le langage et la nature humaine.
15. Arundhati Roy – Auteure et activiste indienne, connue pour son engagement social et politique.
16. Daniel Kahneman – Psychologue israélo-américain, lauréat du prix Nobel d'économie pour ses travaux sur la prise de décision.
17. Martha Nussbaum – Philosophe américaine, spécialisée en philosophie politique et éthique.
18. Fareed Zakaria – Journaliste et auteur américain, spécialisé en affaires internationales.
19. Anne Applebaum – Historienne et journaliste américaine, spécialisée dans l'histoire de l'Europe de l'Est.
20. Jared Diamond – Géographe et auteur américain, connu pour ses travaux sur les sociétés humaines.
21. Kishore Mahbubani – Diplomate et universitaire singapourien, spécialiste des relations internationales.
22. Claudia Rankine – Poétesse et essayiste américaine, explorant les questions de race et de société.
23. Peter Singer – Philosophe australien, connu pour ses travaux en éthique appliquée.
24. Zhang Weiwei – Politologue chinois, spécialiste du modèle de développement chinois.
25. Rebecca Solnit – Auteure et historienne américaine, connue pour ses essais sur la culture, la politique et l'environnement.

## La liste 2017
La liste de l'année 2017 est ainsi présentée : « Cette année, Foreign Policy est fier de présenter les Global Re-Thinkers - législateurs, technocrates, comédiens, avocats, entrepreneurs, cinéastes, présidents, provocateurs, prisonniers politiques, chercheurs, stratèges et visionnaires - qui ont trouvé ensemble des moyens incroyables de repenser cet étrange nouveau monde mais aussi pour de remodeler. Ils sont les acteurs qui ont construit 2017 ».
La définition même « d’intellectuel » et de ses critères fait débat: la majorité des cités en 2017 sont des personnalités politiques, alors que la liste de 2005 correspond davantage à l'idée courante de l'intellectuel. Mais la liste 2017 est une liste de ReThinkers.
Les résultats obtenus en 2017 ne sont ni classés ni listés en catégories, et n'atteignent pas le nombre de 100 :
- Kamala Harris
- Moon Jae-in
- Hasan Minhaj
- Chelsea Manning
- Stephen Bannon
- Haider al-Abadi
- Pedro Kumamoto
- Jodi Kantor, Megan Twohey, et Ronan Farrow
- Roya Sadat
- Jeremy Corbyn
- Mark Cuban
- Michael Anton
- Basuki Tjahaja Purnama (Ahok)
- Adama Barrow
- Manal al-Sharif, Noura al-Ghanem, Fawziah al-Bakr, et Monera al-Nahedh
- Ai Weiwei
- Leila de Lima
- Steve Adler
- Jo Ann Jenkins
- Emmanuel Macron
- Carmen Yulín Cruz
- Ho Dang Hoa
- Yadin Kaufmann
- Sally Yates
- Ma Baoli (Geng Le)
- Hamdi Ulukaya
- Thuli Madonsela
- Rodrigo Londoño (Timochenko)
- Margrethe Vestager
- Guy Verhofstadt
- Elena Milashina
- Seth Moulton
- Jason Matheny
- Chrystia Freeland
- Andrei Lankov
- Evelyn Wang
- Les femmes du mouvement #MeToo
- Nikki Haley
- Hamed Sinno
- David Liu et Feng Zhang
- Masha Gessen
- Sérgio Moro
- Anthony Atala
- Alexander Gauland
- Alice Marwick et Philip N. Howard

## La liste 2008
Les résultats obtenus en 2008 sont les suivants :
1. Fethullah Gulen
2. Muhammad Yunus
3. Youssef al-Qaradâwî
4. Orhan Pamuk
5. Aitzaz Ahsan
6. Amr Khaled
7. Abdul Karim Soroush
8. Tariq Ramadan
9. Mahmood Mamdani
10. Shirin Ebadi
11. Noam Chomsky
12. Al Gore
13. Bernard Lewis
14. Umberto Eco
15. Ayaan Hirsi Ali
16. Amartya Sen
17. Fareed Zakaria
18. Garry Kasparov
19. Richard Dawkins
20. Mario Vargas Llosa
21. Lee Smolin
22. Jürgen Habermas
23. Salman Rushdie
24. Sari Nusseibeh
25. Slavoj Žižek
26. Václav Havel
27. Christopher Hitchens
28. Samuel Huntington
29. Peter Singer
30. Paul Krugman
31. Jared Diamond
32. Benoît XVI
33. Fan Gang (en)
34. Michael Ignatieff
35. Fernando Henrique Cardoso
36. Lilia Shevtsova
37. Charles Taylor
38. Martin Wolf
39. E.O. Wilson
40. Thomas Friedman
41. Bjørn Lomborg
42. Daniel Dennett
43. Francis Fukuyama
44. Ramachandra Guha
45. Tony Judt
46. Steven Levitt
47. Nouriel Roubini
48. Jeffrey Sachs
49. Wang Hui
50. Vilayanur S. Ramachandran
51. Drew Gilpin Faust
52. Lawrence Lessig
53. J.M. Coetzee
54. Fernando Savater
55. Wole Soyinka
56. Yan Xuetong
57. Steven Pinker
58. Alma Guillermoprieto
59. Sunita Narain
60. Anies Baswedan
61. Michael Walzer
62. Niall Ferguson
63. George Ayittey
64. Ashis Nandy
65. David Petraeus
66. Olivier Roy
67. Lawrence Summers
68. Martha Nussbaum
69. Robert Kagan
70. James Lovelock
71. J. Craig Venter
72. Amos Oz
73. Samantha Power
74. Lee Kuan Yew
75. Hu Shuli
76. Kwame Anthony Appiah
77. Malcolm Gladwell
78. Alexander de Waal
79. Gianni Riotta
80. Daniel Barenboim
81. Therese Delpech
82. William Easterly
83. Minxin Pei
84. Richard Posner
85. Ivan Krastev
86. Enrique Krauze
87. Anne Applebaum
88. Rem Koolhaas
89. Jacques Attali
90. Paul Collier
91. Esther Duflo
92. Michael Spence
93. Robert Putnam
94. Harold Varmus
95. Howard Gardner
96. Daniel Kahneman
97. Yegor Gaidar
98. Neil Gershenfeld
99. Alain Finkielkraut
100. Ian Buruma

### Critiques
Les sondeurs ont dans un éditorial fait part de leur surprise de voir le top 10 de la liste 2008 entièrement occupé par des intellectuels musulmans et ont relevé la poussée soudaine des votes en leur faveur. Cette poussée s'explique par une publication internationale du journal Zaman qui invitait la communauté musulmane à se prononcer sur ce sondage.

## La liste 2005
Les résultats obtenus en 2005 sont les suivants :
1. Noam Chomsky
2. Umberto Eco
3. Richard Dawkins
4. Václav Havel
5. Christopher Hitchens
6. Paul Krugman
7. Jürgen Habermas
8. Amartya Sen
9. Jared Diamond
10. Salman Rushdie
11. Naomi Klein
12. Shirin Ebadi
13. Hernando de Soto
14. Bjørn Lomborg
15. Abdul Karim Soroush
16. Thomas Friedman
17. Benoît XVI
18. Eric Hobsbawm
19. Paul Wolfowitz
20. Camille Paglia
21. Francis Fukuyama
22. Jean Baudrillard
23. Slavoj Žižek
24. Daniel Dennett
25. Freeman Dyson
26. Steven Pinker
27. Jeffrey Sachs
28. Samuel Huntington
29. Mario Vargas Llosa
30. Ali al-Sistani
31. Edward O. Wilson
32. Richard Posner
33. Peter Singer
34. Bernard Lewis
35. Fareed Zakaria
36. Gary Becker
37. Michael Ignatieff
38. Chinua Achebe
39. Anthony Giddens
40. Lawrence Lessig
41. Richard Rorty
42. Jagdish Bhagwati
43. Fernando Henrique Cardoso
44. JM Coetzee
45. Niall Ferguson
46. Ayaan Hirsi Ali
47. Steven Weinberg
48. Julia Kristeva
49. Germaine Greer
50. Antonio Negri
51. Rem Koolhaas
52. Timothy Garton Ash
53. Martha Nussbaum
54. Orhan Pamuk
55. Clifford Geertz
56. Youssef al-Qaradâwî
57. Henry Louis Gates
58. Tariq Ramadan
59. Amos Oz
60. Larry Summers
61. Hans Küng
62. Robert Kagan
63. Paul Kennedy
64. Daniel Kahneman
65. Sari Nusseibeh
66. Wole Soyinka
67. Kemal Derviş
68. Michael Walzer
69. Gao Xingjian
70. Howard Gardner
71. James Lovelock
72. Robert Hughes
73. Ali Mazrui
74. Craig Venter
75. Martin Rees
76. James Q. Wilson
77. Robert Putnam
78. Peter Sloterdijk
79. Sergueï Karaganov
80. Sunita Narain
81. Alain Finkielkraut
82. Fan Gang
83. Florence Wambugu
84. Gilles Kepel
85. Enrique Krauze
86. Ha Jin
87. Neil Gershenfeld
88. Paul Ekman
89. Jaron Lanier
90. Gordon Conway
91. Pavol Demes
92. Elaine Scarry
93. Robert Cooper
94. Harold Varmus
95. Pramoedya Ananta Toer
96. Zheng Bijian
97. Kenichi Ohmae
98. Wang Jisi (en)
99. Kishore Mahbubani
100. Shintaro Ishihara